# Korea Marine Transport Co.
Die Korea Marine Transport Co., Ltd. (KMTC) ist ein 1954 gegründetes koreanisches Logistikunternehmen mit Hauptsitz in Seoul. 
Hauptgeschäftsgebiet ist die Containerschifffahrt, wobei die Reederei circa 80 Häfen in 20 vornehmlich asiatischen Ländern ansteuert. Das Unternehmen ist eine der größten Containerschiffsreedereien innerhalb Asiens und wird vom Brancheninformationsdienst Alphaliner auf Platz 15 der größten Containerschiffsreedereien weltweit geführt (Stand Juli 2024).
Die Containerschiffe werden vornehmlich im Liniendienst eingesetzt und verbinden Südkorea unter anderem mit den Ländern Volksrepublik China und Japan sowie den ASEAN-Staaten. Die Schiffe haben zusammen eine Kapazität von mehr als 106.000 TEU.
Des Weiteren betreibt das Unternehmen die Spedition KMTC AIR-Sea Service Ltd. sowie mehrere weitere Tochterunternehmen. In Südkorea besitzt die KMTC zudem eigene Containerterminals in den Häfen Busan und Ulsan. Die Korea Marine Transport Corporation betreibt 21 Niederlassungen im In- und Ausland.

## Geschichte
Die Korea Marine Transport Corporation wurde im April 1954 gegründet, also nicht einmal ein Jahr nach Ende des Koreakriegs. Die massive Zerstörung des gesamten Landes schlug schwer auf die Wirtschaft und so ging es mit dem Aufbau des Unternehmens nur schleppend voran. Erst mit Hilfe des von der Militärdiktatur auferlegten Schiffsbauprogramms begann KMTC nennenswert zu wachsen. So erwarb die Reederei 1964 die beiden bis dato größten Schiffe unter koreanischer Flagge, die Dongyang und die Shinyang.
Auch mit der Containerschifffahrt begann das Unternehmen in den 1960er Jahren. So war KMTC 1967 die erste Reederei, die Semi-Containerschiffe zwischen Südkorea und Japan betrieb. Die ersten Vollcontainerschiffe zwischen den beiden Ländern waren wieder KMTC-Schiffe im Jahr 1973. In den folgenden Jahren begann KMTC damit, mehr und mehr asiatische Häfen anzusteuern. 
Im Jahr 1988 wurde das Unternehmen Teil der Hyundai-Merchant-Marine-Gruppe.
1992 begann man damit, in weitere logistische Tätigkeiten zu expandieren. So eröffnete KMTC das erste reine Containerterminal im Hafen von Ulsan. Von 1992 bis 1998 baute das Unternehmen die bestehenden asiatischen Routen weiter aus.
In den 2000er Jahren forcierte die Reederei die Modernisierung der Flotte. Im Jahr 2011 gründete KMTC die KMTC Ship and Crew Management Company, um das eigene Personal besser ausbilden und trainieren zu können. Im Jahr 2012 eröffnete KMTC den 840.000 Quadratmeter großen Ausbau des Containerterminals im Hafen von Busan.

## Flotte
Die Flotte der Korea Marine Transport Corporation besteht aus mehreren Containerschiffen, die in zwei Serien unterteilt sind. Darüber hinaus unterhält die Reederei den Massengutfrachter KMTC Challenge mit einer Vermessung von 30.374 BRZ.

### Sunny-Serie

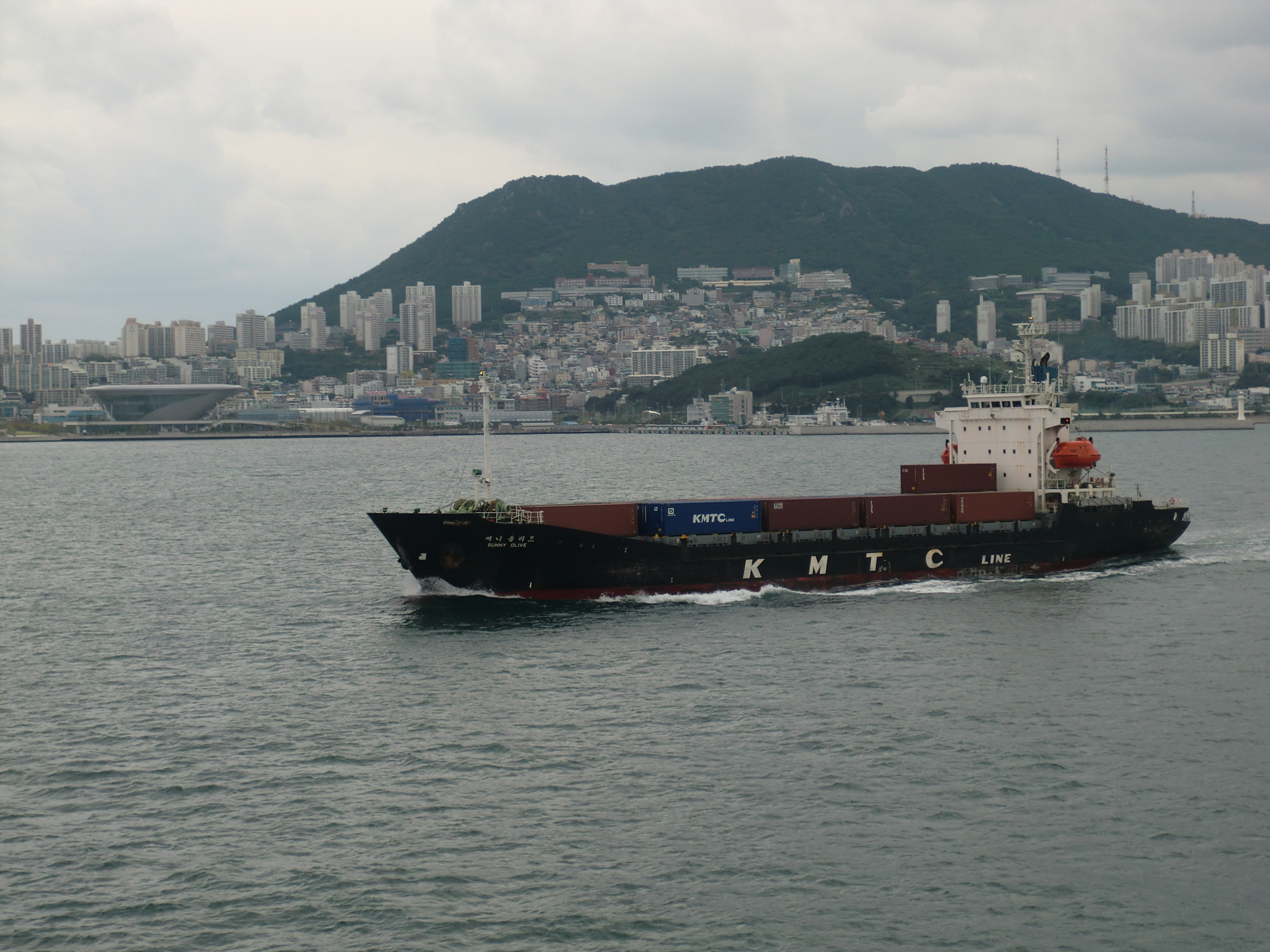
Die Sunny Olive

Die kleinere Sunny-Serie bestand aus bis zu zehn Schiffen mit Kapazitäten von 342 und 1050 TEU. Die Schiffe sind nach Pflanzen benannt.
| Name         | Baujahr | IMO-Nr. | Container | Verbleib                                         |
| ------------ | ------- | ------- | --------- | ------------------------------------------------ |
| Sunny Iris   | 2013    | 9669639 | 1050 TEU  | 2023: ITX Higo                                   |
| Sunny Lotus  | 2013    | 9641156 | 1050 TEU  | 2023: Wecan                                      |
| Sunny Cedar  | 1992    | 9044140 | 342 TEU   | 2019: Ji Yuan, 2020: Chang Long                  |
| Sunny Linden | 1995    | 9115779 | 342 TEU   |                                                  |
| Sunny Maple  | 1996    | 9133484 | 342 TEU   |                                                  |
| Sunny Oak    | 1995    | 9102849 | 342 TEU   |                                                  |
| Sunny Olive  | 1995    | 9116759 | 342 TEU   | 2019: Meridian Ocho → so in Fahrt                |
| Sunny Palm   | 1996    | 9128300 | 342 TEU   |                                                  |
| Sunny Pine   | 1992    | 9044138 | 342 TEU   | 2019: Grand Midas, 2021 in Chittagong abgewrackt |
| Sunny Spruce | 1996    | 9121041 | 342 TEU   |                                                  |

### KMTC-Serie

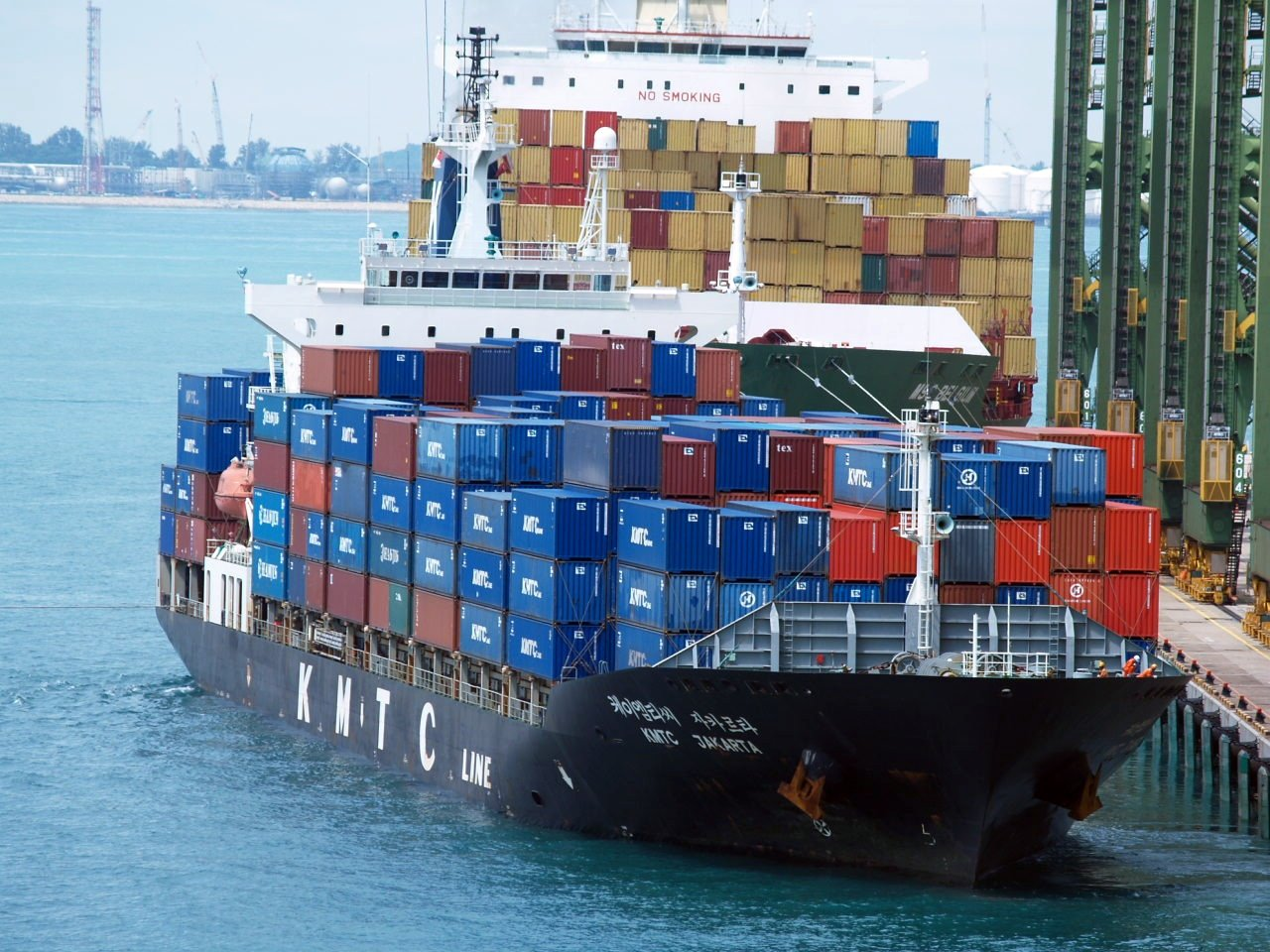
Die KMTC Jakarta im Hafen von Singapur.

Die größere KMTC-Serie bestand aus bis zu 15 Schiffen mit Kapazitäten zwischen 1585 und 5400 TEU. Die Schiffe sind nach Städten benannt.
| Name            | Baujahr | IMO-Nr. | Container | Verbleib                           |
| --------------- | ------- | ------- | --------- | ---------------------------------- |
| KMTC Dubai      | 2015    | 9723928 | 5400 TEU  |                                    |
| KMTC Mumbai     | 2014    | 9665695 | 5400 TEU  |                                    |
| KMTC Ningbo     | 2013    | 9626405 | 2800 TEU  |                                    |
| KMTC Shenzhen   | 2013    | 9626417 | 2800 TEU  |                                    |
| KMTC Qingdao    | 2002    | 9235593 | 2800 TEU  |                                    |
| KMTC Tianjin    | 2005    | 9315848 | 2800 TEU  |                                    |
| KMTC Portkelang | 2004    | 9282273 | 1860 TEU  | 2019: TCI Anand → so in Fahrt      |
| KMTC Shanghai   | 2004    | 9274202 | 1860 TEU  |                                    |
| KMTC Incheon    | 1998    | 9167473 | 1675 TEU  | 2017: Easline Dalian → so in Fahrt |
| KMTC Jakarta    | 2001    | 9217424 | 1626 TEU  |                                    |
| KMTC Singapore  | 2001    | 9217412 | 1626 TEU  |                                    |
| KMTC Pusan      | 1997    | 9131852 | 1585 TEU  |                                    |
| KMTC Ulsan      | 1997    | 9131864 | 1585 TEU  |                                    |
| KMTC Hongkong   | 1998    | 9157753 | 1585 TEU  | 2019 Abbruch in Chittagong         |
| KMTC Keelung    | 1998    | 9157741 | 1585 TEU  |                                    |